# Llanhennock
Llanhennock est une localité du pays de Galles, en Grande-Bretagne, située dans le comté du Monmouthshire.